# Shar-Pei
Der Shar-Pei (chinesisch 沙皮狗, Pinyin shāpí gǒu, Jyutping saa1pei4gau2, kantonesisch sa1pei4gau2) ist eine von der FCI anerkannte Hunderasse aus China (FCI-Gruppe 2, Sektion 2.1, Standard Nr. 309). Der Rassestandard wird von der FCI verantwortet und entwickelt. In den 1970er-Jahren galt der Shar-Pei als seltenste Hunderasse der Welt und war vom Aussterben bedroht. Heute haben sich die Bestände erholt.

## Herkunft und Geschichtliches
Der Shar-Pei gilt als antike chinesische Hunderasse, deren Ursprünge rund 2000 Jahre zurückreichen. Er wurde bis ins 19. Jahrhundert als Kampfhund eingesetzt. Historische chinesische Geschichten beschreiben den Shar-Pei auch als Jagdhund, der in ländlichen Gegenden als Wachhund, Hütehund und zum Vertreiben von wilden Tieren zum Schutze der Ackerflächen eingesetzt wurde.
In der westlichen Welt erstmals neuzeitlich erwähnt wurde der Shar-Pei in einer amerikanischen Zeitschrift im Mai 1971, wo ein Foto des angeblich letzten lebenden Shar-Peis abgebildet war. Pläne zur Rettung der Hunderasse wurden im April 1973 erstmals in einer Fachzeitschrift publiziert. Durch das Wirken des Züchters Matgo Law aus Hongkong gelangten Shar-Peis in die USA, bevor Hongkong 1997 die Unabhängigkeit vom Vereinigten Königreich erlangte und die Ausfuhr chinesischer Hunde als Luxusgut unterbunden wurde. Bereits 1991 waren in den USA mindestens 70.000 Shar-Pei registriert. Seit 1. Januar 1992 ist der Shar-Pei eine vom American Kennel Club (AKC) anerkannte Hunderasse. Die ersten Shar-Peis in den USA waren überwiegend nicht reinrassig, sondern oft Mischlinge. Das Züchten des ursprünglichen Shar-Peis wurde so zum Ziel der Züchter; was als Merkmal des ursprünglichen Shar-Peis gilt, wurde Ende der 1980er-Jahre diskutiert und festgelegt. Die Nachzüchtung hat allerdings mit dem Ur-Shar Pei wenig gemeinsam.
Laut 2010 veröffentlichten genetischen Analysen der Einzelnukleotid-Polymorphismen von 912 Hunden und 225 Wölfen gehören Shar-Peis zu den Hunden, bei denen starke Hinweise auf eine spätere Vermischung mit Wölfen in ihrer Geschichte gefunden wurden. Beim Shar-Pei wurden (wie beim Dingo, dem Chow Chow und Akita) Hinweise auf eine Vermischung mit Chinesischen Wölfen gefunden. Zugleich gehören Shar-Peis zu den Hunden, welche von den meisten anderen untersuchten Rassen sehr stark genetisch abgegrenzt sind und als altertümliche Rassen (im Original „ancient breeds“) bezeichnet werden. Innerhalb dieser Hunde gehören Shar-Peis, zusammen mit dem Neuguinea-Dingo, dem Chow Chow, dem Dingo und dem Akita zur so genannten Asiatischen Gruppe.

## Beschreibung des Körperbaus
Der Shar-Pei ist ein Hund mittlerer Größe mit kompaktem Körperbau und erreicht eine Widerristhöhe von 44 cm bis 51 cm. Seine Körpermasse beträgt zwischen 20,4 kg und 27,2 kg. Die Beine sind kräftig und die Füße werden eng zusammen und nicht ausgestreckt aufgesetzt. Die Rute wird nach oben zusammengerollt getragen. Das Haar ist kurz und rau (Horsecoat) oder weich und ca. 3 cm lang (Brushcoat) oder zottelig (Bearcoat). Die Färbung ist einheitlich, nicht weiß und nicht gefleckt oder gepunktet. Der Hals hat eine mittlere Länge und ist kräftig. Der Kopf ist wohlproportioniert und ist im Verhältnis zum restlichen Körper leicht größer. Er wird durch starke Hautfalten gekennzeichnet, die bis zu den Schultern am Hals nach unten reichen. Die Augen sind groß, aber tief in die Falten eingebettet und zurückgetreten, die Ohren klein und haben eine dreieckige Form, deren Spitze zum jeweiligen Auge zeigt. Die Zunge hat eine blauschwarze oder lavendelartige Färbung.

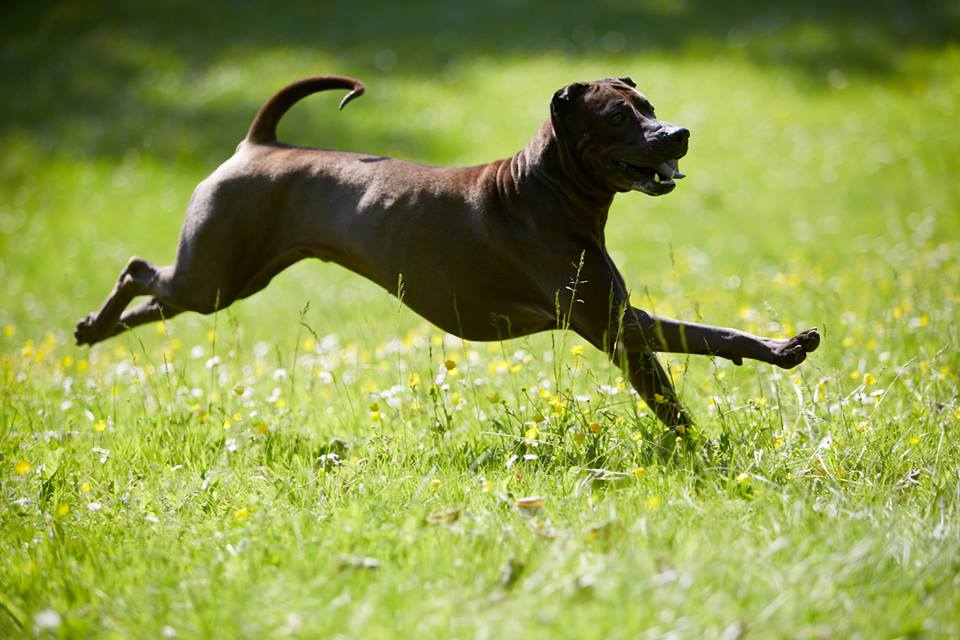
Bonemouth Shar Pei
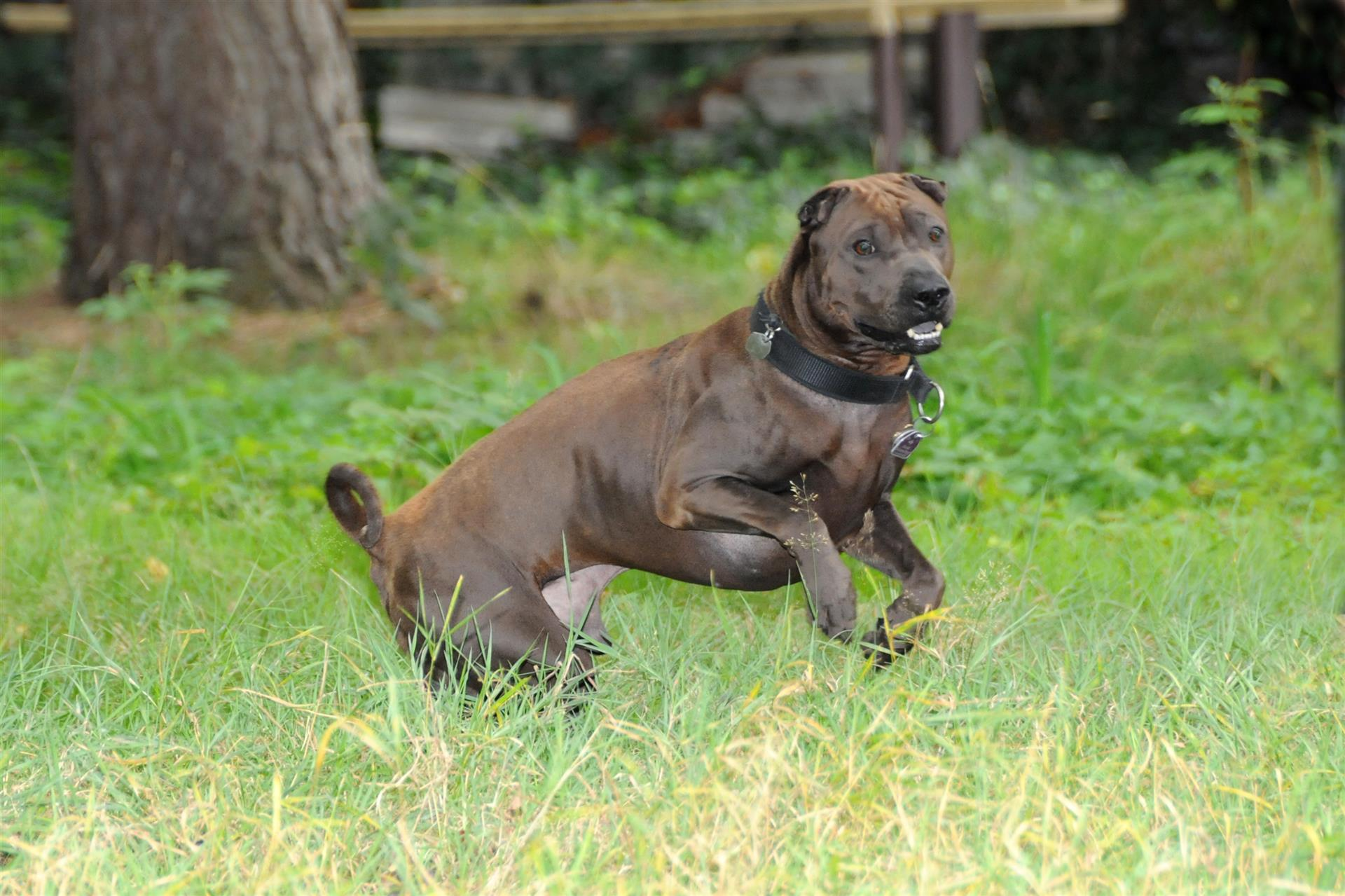
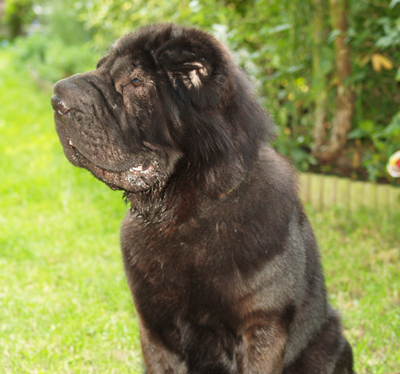
„Bearcoat“-Shar-Pei
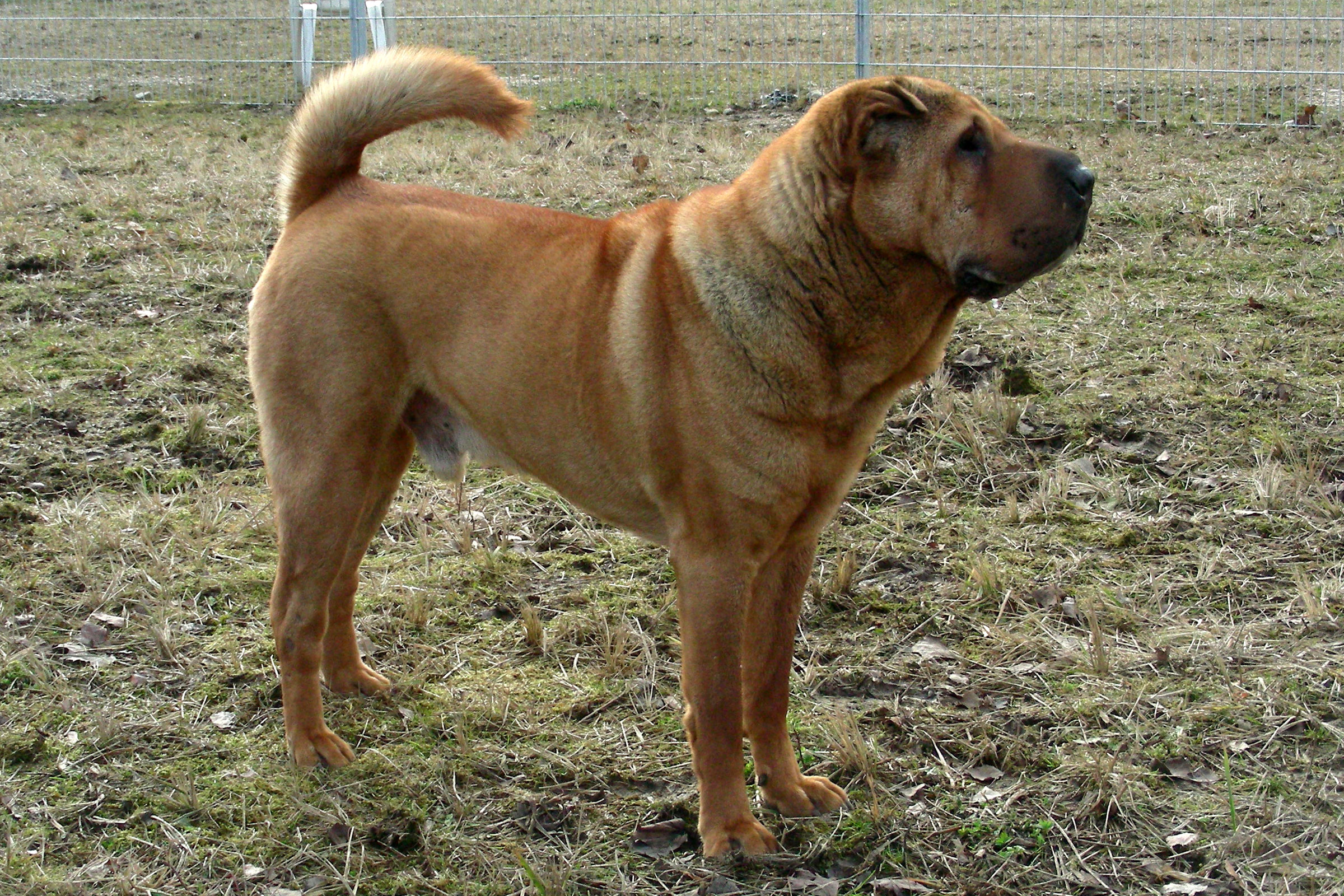
Shar-Pei mit Felltyp „Brushcoat“

## Wesen
Shar-Pei sind wachsam, klug, besonnen, eigenständig, bisweilen majestätisch und treten Fremden gegenüber reserviert auf. Gegenüber der Halterfamilie zeigen Shar-Pei Hingabe.

## Pflege
Das Fell des Shar-Pei benötigt keine besondere Pflege, es ist aufgrund seines kurzen Haares sehr pflegeleicht. Die Zucht ist heute bestrebt, die übermäßige Faltenbildung beim ausgewachsenen Hund zu vermeiden. Die ausgeprägten Falten der Welpen sollen im Laufe der Entwicklung verschwinden und verbleiben lediglich noch im Schulter- und Kopfbereich. Ausgeprägte Falten bedürfen aber einer ständigen Kontrolle.
Aufgrund ihrer Form bedürfen die Ohren oftmals intensiverer Pflege und neigen zu hartnäckigen Entzündungen.

## Rassetypische Erkrankungen
In Verbindung mit dem extrem kleinen Genpool und der einseitig an Äußerlichkeiten orientierten Zucht haben sich erblich bedingte Krankheiten verbreiten können.
Shar-Pei neigen zu respiratorischer Sinusarrhythmie und Immundefekten, insbesondere Atemwegserkrankungen.
Das Entropium/Ektropium kommt beim Shar Pei besonders häufig vor.
Zu starke Faltenbildung beeinträchtigt die Augen und belastet den Kreislauf sowie das Knochen- und Gelenksystem. Ebenfalls können lymphatische Fehlfunktionen provoziert werden.
Beim Shar-Pei sind verkleinerte rote Blutkörperchen (Mikrozytose) physiologisch.
Außerdem gibt es beim Shar-Pei eine Rassedisposition für eine Reihe von Hauterkrankungen, darunter kutane Muzinose, Ohrenentzündungen, atopische Dermatitis, Demodikose, Malassezien-Dermatitis, Intertrigo und Follikulitis. Auch Futtermittelallergien sind disponiert, daneben wurde für die Rasse ein familiärer Cobalaminmangel unklarer Genese beschrieben.
Beim Shar-Pei tritt erblich bedingt und familiär gehäuft eine Form der Amyloidose auf, bei der bevorzugt die Nieren betroffen sind. Mit der Amyloidose verbunden, auch als identische Erkrankung bezeichnet, ist das Shar-Pei-Fieber (engl.: Shar-Pei Autoinflammatory Disease, SPAID). Die Erkrankung ist genetisch fixiert und der Shar Pei ist das einzige Tier, bei dem autoentzündliche Prozesse spontan und jederzeit auftreten. Ein hoher Anteil der Shar Pei Population ist von dem autoentzündlichen Krankheitskomplex betroffen. Es wird davon ausgegangen, dass 23 % aller Shar-Peis von dieser Autoimmunerkrankung betroffen sind, die mit Schüben hohen Fiebers und Gelenkentzündungen einhergeht.
In den letzten Jahren wird die Rasse vermehrt mit Qualzucht in Verbindung gebracht. Tierärztliche Verbände rechnen diese Rasse durch fortwährende Übertypisierung zu den betroffenen Rassen. Ein Problem ist die Nachfrage nach übertypisierten, faltigen Hunden, die zu einer Bevorzugung solcher Tiere in der aktuellen Zucht führt.